# Fiebrigella verrucosa
Fiebrigella verrucosa är en tvåvingeart som beskrevs av Oswald Duda 1921. Fiebrigella verrucosa ingår i släktet Fiebrigella och familjen fritflugor. Inga underarter finns listade i Catalogue of Life.